# Slag bij Turnhout (1597)

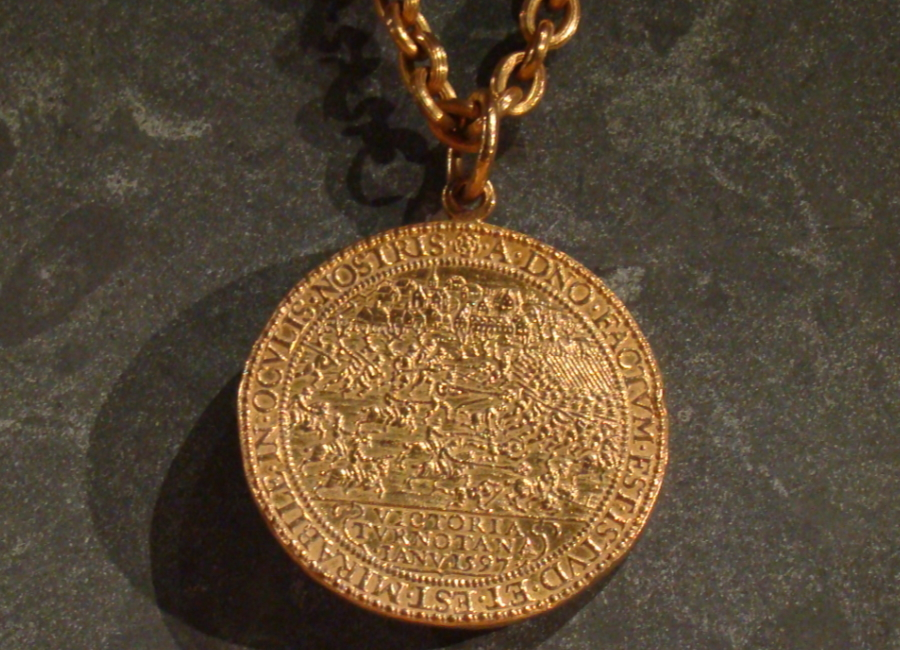
Overwinningsmunt Slag van Turnhout

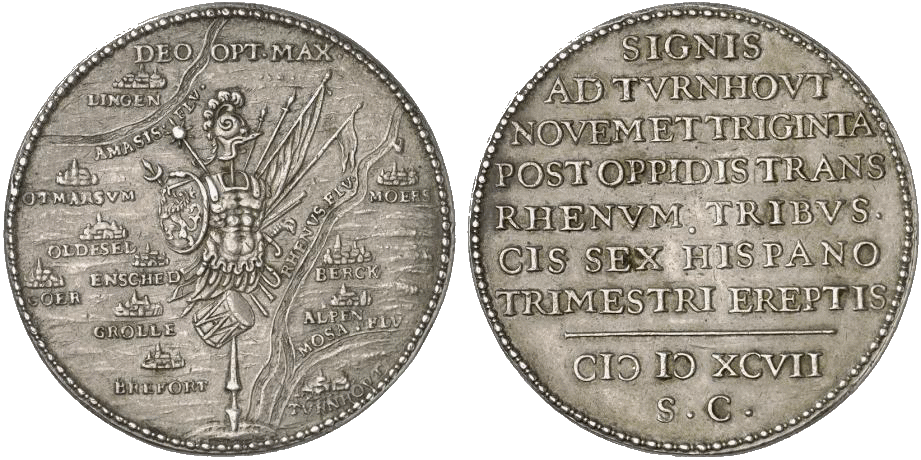
Overwinningsmunt Slag van Turnhout

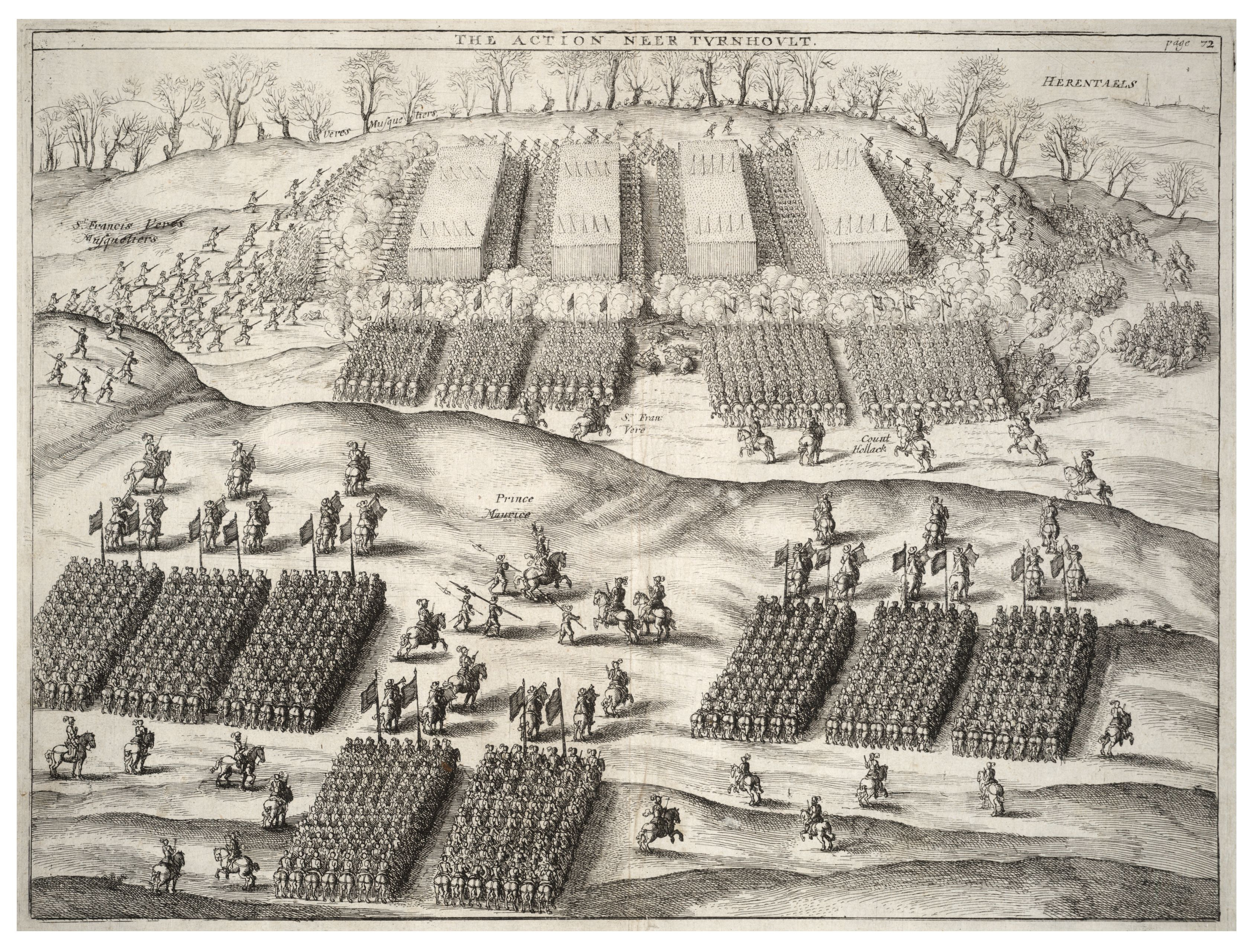
De Slag van Turnhout door Wenceslas Hollar

De Slag bij Turnhout, ook Veldslag op de Tielenheide genoemd, was een veldslag bij Turnhout op 24 januari 1597 tussen een Staats leger onder Maurits van Nassau, de latere prins van Oranje en een koninklijk Spaans leger onder graaf van Varax. Het gevecht was onderdeel van Maurits' veldtocht van 1597, Maurits' succesvolle offensief tegen de Spanjaarden.

## Aanloop

### Koningsgezinde leger
Gedurende de Tachtigjarige Oorlog lag Turnhout in het grensgebied tussen de Noordelijke en de Zuidelijke Nederlanden. Turnhout was in deze tijd, hoewel niet ommuurd, een strategische belangrijke plaats. In de winter van 1596 op 1597 had het koninklijke leger hier zijn winterkwartieren opgebouwd. In het voorgaande jaar was Spanje voor de derde maal bankroet gegaan, waardoor de aanvoer van geld naar de troepen stokte. Dit zorgde voor problemen voor de Spaanse landvoogd Albrecht van Oostenrijk, die de leiding had over de troepen in de Nederlanden. Hij had in 1596 nog wel Hulst veroverd. Daarbij waren echter onder de Spaanse troepen grote verliezen geleden en het overgebleven leger was uitgeput. In hetzelfde jaar was de cavalerie van Albrecht in Artesië tevens verslagen door de Fransen, waardoor Spaansgezinde steden aldaar werden geplunderd en platgebrand.
Het koningsgezinde leger bij Turnhout, bestaande uit Italianen, Duitsers en Walen, had de opdracht om de Zuidelijke Nederlanden te beschermen tegen de Staatse cavalerie, die regelmatig probeerde de Vlaamse en Brabantse steden te brandschatten (de bevolking om geld eisen in ruil waarvoor deze steden niet platgebrand werden). Door de problemen met betaling vanwege het Spaanse bankroet plunderden de regeringstroepen geregeld zelf ook het land. Een tweede opdracht was om Tholen aan te vallen wanneer de mogelijkheid zich voor deed. Door de slechte weersomstandigheden moest dit plan steeds uitgesteld worden door Graaf van Varax, Bourgondisch veldheer in Spaanse dienst, die de leiding had over de troepen bij Turnhout.

### Staatse leger
Maurits hoorde van de situatie van het Spaanse leger bij Turnhout en ontwierp een plan om deze troepen te verrassen. Met 150 schepen werden vele garnizoenen die gelegerd waren in steden rondom Geertruidenberg naar Geertruidenberg verscheept, zonder de aandacht te trekken van de Spanjaarden. Hierdoor had Maurits een leger van 5000 voetknechten en 800 ruiters tot zijn beschikking. Dit leger, dat werd aangevoerd door Maurits en de commandanten Filips van Hohenlohe-Neuenstein, Charles de Héraugière en Francis Vere, trok in het geheim naar Turnhout. Pas toen het Staatse leger op 23 januari dicht genaderd was, merkte het Spaanse leger hen op.

## De Slag
De graaf van Varax besloot door de komst van het Staatse leger zich in de ochtend van 24 januari terug te trekken naar Herentals in plaats van stelling te nemen op strategische plaatsen om het gevecht aan te gaan. Maurits was bang dat het Spaanse leger zou ontsnappen en liet diverse prikacties uitvoeren om het Spaanse leger op te houden. Daarnaast zond hij de cavalerie tezamen met 200 musketiers achter het Spaanse leger aan. Varax was met het leger het bos bij Turnhout doorgetrokken en had eveneens bijna de "Thielsche Heyde" doorkruist. Deze Tielenheide was een heidegebied gelegen op het grondgebied van het in het zuiden van Turnhout gelegen dorpje Tielen. Achter dit heidegebied lag een pad door een moeras, dat een veilige uitweg zou bieden voor het Spaanse leger.
Om het Spaanse leger geen ontsnappingsmogelijkheid te bieden, besloot Maurits direct tot een aanval met de vooruitgesnelde troepen. In allerijl liet Varax zijn troepen in slagorde opstellen om de aanval te kunnen weerstaan. Zijn leger bestond uit piekeniers, ruiterij en musketiers. Door de plotselinge aanval van Maurits was het Spaanse leger nog niet geheel gereed voor de slag, waardoor zij weinig gebruik konden maken van de gunstige posities die zij hadden ingenomen. De verwarring bij de Spaanse troepen leidde ertoe dat zij onder meer te vroeg hun wapens afschoten. Daarentegen gebruikte de Staatse cavalerie het vuurroeren, een wapen dat daarvoor nog niet door de cavalerie werd gebruikt. Hierdoor werden de piekeniers van het Spaanse leger doodgeschoten of gereden, voordat zij hun 6-meter lange pieken konden vellen (schuin in de grond steken) tegen de aanstormende paarden. Bij de eerste aanval werd het Spaanse leger al uit elkaar gedreven, waardoor zij massaal op de vlucht sloegen. De veldslag, die maar een half uur duurde, veranderde nu in een bloedbad. Onder de Spaanse troepen vielen ongeveer 2000 doden en werden nog eens 500 soldaten gevangengenomen. Daarentegen verloren de Staatse troepen die dag maar 10 manschappen, zonder dat de cavalerie veel hulp had gekregen van de voetknechten. Tijdens de slag maakte Maurits een aantal vaandels buit, die nog jarenlang de Ridderzaal in Den Haag zouden sieren.

## Nasleep
Het kasteel van Turnhout werd na de slag door Maurits ingenomen, waarna hij terugging naar Den Haag. Een Staats garnizoen werd in Turnhout gelegerd. De rest van het leger werd weer naar de winterkwartieren geleid. De slag had het aanzien van Maurits nog verder verhoogd. De slag zou een voorbode worden voor de successen later dat jaar, waarbij hij de laatste Spaansgezinde steden boven de Rijn veroverde, gelegen in het oosten van de Republiek.

## Huidige tijd
In een Nederlands militair tijdschrift uit onze tijd noemde men de overwinning op de Tielenheide "De zwaarste klap die ooit door de Nederlandse cavalerie is uitgedeeld".
Het gebied waar de slag plaatsvond is inmiddels geen heidegebied meer. Het is een dennenbos dat in de vorige eeuw werd aangelegd omwille van de nood aan hout in de vroegere Limburgse steenkoolmijnen. Het bos is nu deels militair domein van het Derde Bataljon Para en deels natuurgebied De Waal en is niet toegankelijk voor het publiek. In Tielen is er nog wel een straat die de Tielenheide heet en vlak bij de vroegere heide gelegen is.
In 2008 werd een concertwerk, geïnspireerd op de slag, uitgebracht door Kevin Houben. Het draagt de titel Thyellene, battle on the heath en het werd gemaakt in opdracht van Brassband Kempenzonen.